# 硼砂珠试验
硼砂珠试验是熔珠试验的一种，而熔珠试验是一种传统的对一些特定金属分析的试验，由瑞典化学家永斯·雅各布·贝采利乌斯在1812年发明并推广。自那时以来，很多盐如碳酸钠或氟化钠被用作助熔剂，继硼砂之后最重要的是磷酸氢钠铵，它是磷酸珠试验的基础。

## 硼砂珠试验
用酒精喷灯的火焰灼烧铂丝(焰色反应中也使用了铂丝)至红热，然后插入粉状的硼砂，硼砂便会附着在红热的部分，膨胀并且失去结晶水，然后收缩，形成一个无色透明的玻璃似的珠子（系偏硼酸钠和氧化硼的混合物）。
通常珠子会弄湿，并蘸入待测试液中，让物质附着上去。如果附着的物质太多了，珠子就会变暗、变得不透明。接着把珠子和附着的物质在较低的还原焰中灼烧，冷下来之后硼砂珠的颜色就能观察到。接着再在氧化焰中灼烧，冷下来后颜色再次能被观察到。
有些金属的硼砂珠试验有它特殊的颜色，如金属铜、铁、铬、锰和镍就有特征性的硼砂珠颜色。试验完毕后，珠子可以在灼热后突然浸入水中洗掉。
| 金属   | 氧化焰                             | 还原焰                             |
| ------ | ---------------------------------- | ---------------------------------- |
| 铝(Al) | 无色 (灼热时且冷时), 不透明        | 无色, 不透明                       |
| 锑(Sb) | 无色, 黄色或者棕色 (灼热时)        | 灰色且不透明                       |
| 钡(Ba) | 无色                               |                                    |
| 铋(Bi) | 无色, 黄色或带有棕色 (灼热时)      | 灰色且不透明                       |
| 镉(Cd) | 无色                               | 灰色且不透明                       |
| 钙(Ca) | 无色                               |                                    |
| 铈(Ce) | 红色 (灼热时)                      | 无色 (灼热时且冷时)                |
| 铬(Cr) | 暗黄色 (灼热时), 绿色 (冷时)       | 绿色 (灼热时且冷时)                |
| 钴(Co) | 蓝色 (灼热时且冷时)                | 蓝色 (灼热时且冷时)                |
| 铜(Cu) | 绿色 (灼热时), 蓝色 (冷时)         | 红色, 不透明 (冷时), 无色 (灼热时) |
| 铁(Fe) | 黄色或带有棕色 红色 (灼热时且冷时) | 绿色 (灼热时且冷时)                |
| 铅(Pb) | 无色, 黄色或带有棕色 (灼热时)      | 灰色且不透明                       |
| 镁(Mg) | 无色                               |                                    |
| 锰(Mn) | 紫罗兰色(灼热时且冷时)             | 无色 (灼热时且冷时)                |
| 钼(Mo) | 无色                               | 黄色或者棕色 (灼热时)              |
| 镍(Ni) | 棕色, 红色 (冷时)                  | 灰色且不透明 (冷时)                |
| 硅(Si) | 无色 (灼热时且冷时), 不透明        | 无色, 不透明                       |
| 银(Ag) | 无色                               | 灰色且不透明                       |
| 钪(Sc) | 无色                               |                                    |
| 锡(Sn) | 无色 (灼热时且冷时), 不透明        | 无色, 不透明                       |
| 钛(Ti) | 无色                               | 黄色 (灼热时), 紫罗兰色 (冷时)     |
| 钨(W)  | 无色                               | 棕色                               |
| 铀(U)  | 黄色或者带有棕色 (灼热时)          | 绿色                               |
| 钒(V)  | 无色                               | 绿色                               |